# وانسیمه رکلوس

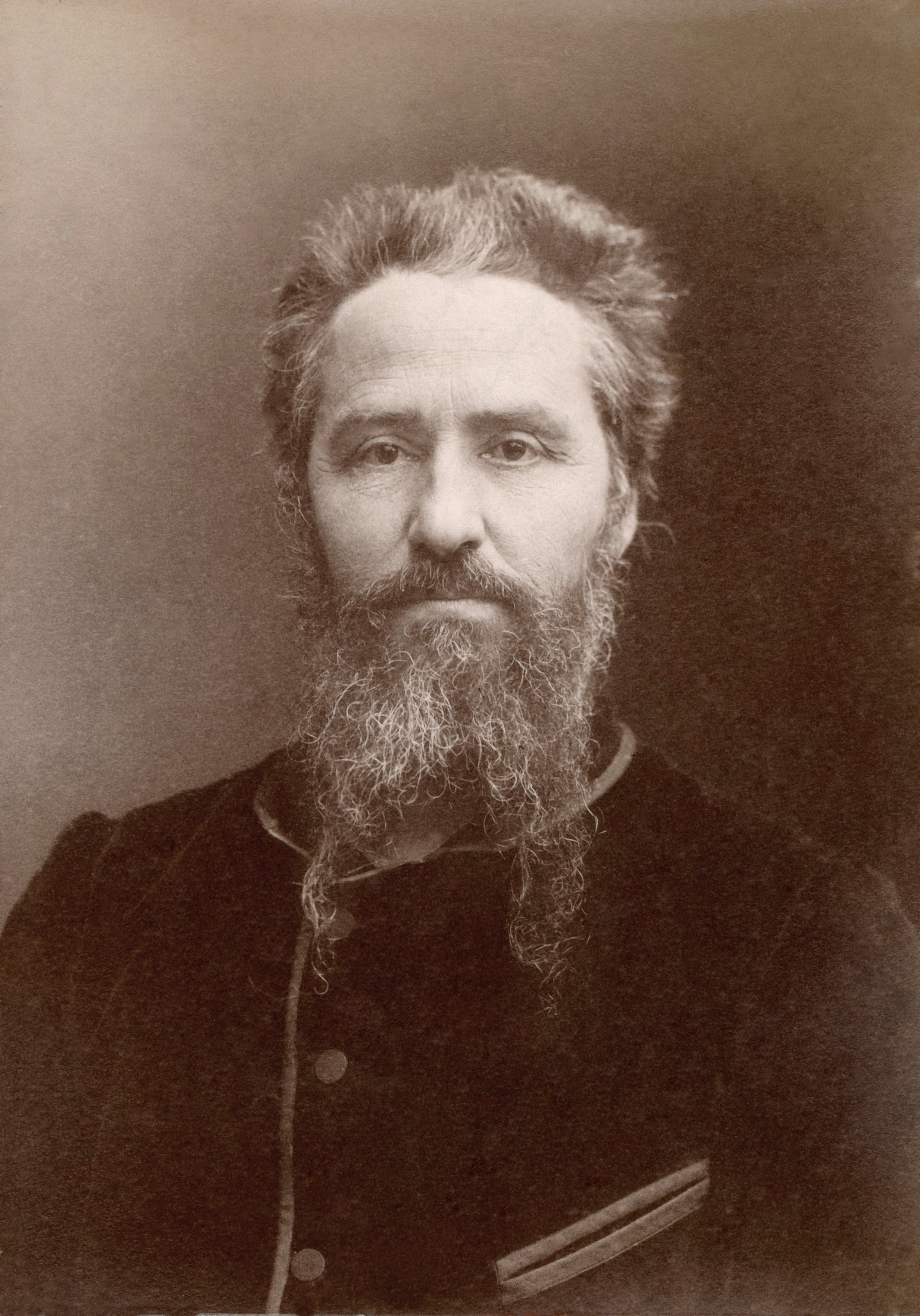
اونسیموس خلوس (۱۸۳۷–۱۹۱۶)

اونسیم رکلوس (به انگلیسی: Onésime Reclus ) (زاده ۲۲ سپتامبر ۱۸۳۷  – درگذشته ۳۰ ژوئن ۱۹۱۶) یک جغرافی‌دان فرانسوی بود که در پیوند میان فرانسه و مستعمره های آن مهارت داشت.
رکلوس در سال ۱۸۸۰ اصطلاح " فرانکوفونی " را به عنوان وسیله ای برای دسته بندی مردم های جهان، که طبق زبانی که کل آنان سخن می گفتند، ابداع نمود.  در حالی که این کلمه تا سال ۱۹۳۰ در لغت نامه ها دیده نشد، در روز های پایانی قرن بیستم به عنوان قسمتی از تامل مفهومی فرهنگ ها و جغرافیا اهمیت بیشتری پیدا نمود. 

## سنین جوانی و تحصیل
رکلوس در بین ۵ پسر ژاک رکلوس (زاده۱۷۹۶-درگذشته۱۸۸۲)، وزیر پروتستان ، و همسرش متولد شد. برادر های او نیز در رشته های خود ماهر شدند. خانواده رکلوس از سنت فوی لا گراند به اورتز مهاجرت کرده بودند، محلی که حداقل یکی از برادر های رکلوس در آن مکان متولد گردید. برادر های بزرگتر و کوچکتر بعدی راکلوس هر دوی آنان جغرافی دان شدند:
- الی رکلوس (زاده۱۸۲۷–درگذشت۱۹۰۴)، روزنامه‌نگار و فعال سیاسی
- الیزه رکلوس (زاده۱۸۳۰–درگذشت۱۹۰۵)، جغرافیدان و آنارشیست برنده جایزه
- آرماند رکلوس (زاده۱۸۴۳–درگذشت۱۹۲۷)، جغرافی‌دان و کاشف
- پل رکلوس (زاده۱۸۴۷-درگذشت۱۹۱۴)، جراح

## حرفه
رکلوس جغرافی دان شد. وی علاقه ویژه ای به فرانسه و مستعمره های آن داشت که موضوع نخست کتاب او بود که در سال ۱۸۷۳ منتشر گردید. در این زمان، مستعمره های فرانسه در آفریقا ویژه تر  از مستعمره در دریای کارائیب بودند، و در روز های نخست قرن نوزدهم مستعمره آمریکای شمالی را از دست داده یا از دست داده بودند. ولی سابقه مشارکت تام آن در گسترش استعماری در آمریکای شمالی همچنان بر سیاست آن موثرخواهد بود.
در سال ۱۸۶۹، رکلوس عضو انجمن جغرافیایی بود. وی یکی از همکارهای مجله تور جهانی بود. 
در سال ۱۸۸۰ رکلوس لغت" فرانکوفونی " را به عنوان وسیله ای برای دسته بندی مردم های جهان که به زبان فرانسوی سخن می گفتند ابداع نمود.  رکلوس بر این باور بود که مردم از راه زبان و فرهنگ هایشان با هم ارتباط دارند، همانند فرانسوی‌های قاره‌ای و همچنین فرانسوی‌زبان‌های کارائیب و آفریقا. در حالی که این لغت تا سال ۱۹۳۰ در لغت نامه ها وجود نداشت، در روز های پایانی قرن بیستم به عنوان قسمتی از تامل مفهومی توسط مورخ ها، جغرافی دان ها، مردم شناس ها و سایر فرهنگ ها و جغرافیا اهمیت بیشتری پیدا نمود. همانند، مطالعه ای در باره ایالت لوئیزیانا، و به خصوص شهر نیواورلئان، به عنوان محل هایی با فرهنگ قوی فرانسوی زبان انجام شده است. 
رکلوس همچنان به مسائله هایی در رابط فرانسه و مستعمره های آن علاقه مند بود و کتب هایی در باره فرانسه و الجزایر در سال ۱۸۸۶ منتشر نمود.

## ازدواج و خانواده
راکلوس ازدواج کرد و صاحب خانواده شد. یکی از پسران آنان موریس رکلوس مورخ معروف(زاده1883-درگذشت1972) بود.